# Neume composé
Les neumes de base utilisés en chant grégorien peuvent être complétés par des petits groupes préfixes ou suffixes, ou par composition de plusieurs neumes.

## Séries de Punctum et Tractulus
En notation cursive, les groupes de base peuvent être précédés ou suivis d'une série de deux ou trois punctum ou tractulus.
- Le punctum a une valeur légère, neutre. Les notes correspondantes se fondent dans un mouvement collectif qui peut donc être rapide.
- Inversement, le tractulus a une valeur syllabique pleine (c'est la version épisémée du punctum), et chaque note du mouvement doit être énoncée dans son individualité, donc plus lentement.

Les séries sont le plus souvent homogènes, mais on rencontre parfois des descentes mixtes de type où le tractulus marque la fin d'une incise (et est même épisémé dans certains manuscrits).
Ces séries de notes légères se trouvent le plus souvent derrière le neume, il est plus rare de trouver une ou plusieurs notes de préparation (toujours ascendantes). 
- Praepunctis désigne l’addition de puncta avant un neume. Ainsi, un scandicus **/ s’analyse comme une virga praepunctis ** + /. On qualifie de tels neumes de "praepunctum" quand ils sont précédés d'une seule note, « praebipunctis » ou « praetripunctis » quand il y en a plus (le terme générique étant « praepunctis », qui sous-entend plutôt deux notes de préparation). Quand le neume proprement dit commence par une descente, il y a implicitement deux puncta ajoutés.
- Subpunctis Le cas le plus fréquent est celui où un neume est suivi d'une ou deux notes de liaison vers le bas. On le qualifie alors de subpunctis, ce qui correspond généralement au cas de subbipunctis, suivi de deux notes (quand il y en a trois ou plus, on le précise normalement). Un climatus /** s’analyse comme une virga subpunctis.
- Compunctis désigne l’addition de puncta à la fois avant et après un neume.